# Mirepoix-sur-Tarn
Mirepoix-sur-Tarn település Franciaországban, Haute-Garonne megyében. Lakosainak száma 1132 fő (2022. január 1.). Mirepoix-sur-Tarn Montvalen, Roquemaure, Bessières, Layrac-sur-Tarn és La Magdelaine-sur-Tarn községekkel határos.

## Népesség
A település népességének változása:
| Lakosok száma | 340  | 399  | 476  | 662  | 908  | 970  | 1014 | 1104 | 1114 | 1132 |
|               | 1968 | 1982 | 1990 | 2006 | 2013 | 2015 | 2017 | 2019 | 2020 | 2022 |